# Plestia nereis
Plestia nereis är en insektsart som beskrevs av Ronald Gordon Fennah 1950. Plestia nereis ingår i släktet Plestia och familjen Ricaniidae. Inga underarter finns listade i Catalogue of Life.